# Poolbillard-Europameisterschaft 1980
Die Poolbillard-Europameisterschaft 1980 war ein vom europäischen Poolbillardverband EPBF in Alsdorf ausgerichteter Poolbillardwettbewerb.
Ausgespielt wurden die Europameister der Herren in den Disziplinen 8-Ball und 14/1 endlos.
Die Schweden Tomy Eriksson und Bengt Jonasson wurden Europameister. Norbert Spaniol war mit dem zweiten Platz im 14/1 endlos der erfolgreichste Deutsche.

## Medaillengewinner
| Disziplin            | Gold           | Silber           | Bronze        |
| -------------------- | -------------- | ---------------- | ------------- |
| Herren – 14/1 endlos | Tomy Eriksson  | Norbert Spaniol  | Roy Laird     |
| Herren – 14/1 endlos | Tomy Eriksson  | Norbert Spaniol  | Edgar Nickel  |
| Herren – 8-Ball      | Bengt Jonasson | Sven Olaf Olsson | Günter Geisen |
| Herren – 8-Ball      | Bengt Jonasson | Sven Olaf Olsson | Peter Börgers |